# Street Chaves
Street Chaves (en español Street Chavo), es un videojuego de lucha de 2003 desarrollado para Windows. El juego está basado en la serie mexicana El Chavo del 8, y satiriza al popular videojuego Street Fighter. Fue desarrollado por el desarrollador brasileño independiente CyberGamba de São Paulo.

## Desarrollo y jugabilidad
El juego se caracteriza por utilizar sprites digitalizados utilizando fotografías de personajes, textos en Comic Sans y fondos de la serie de acción real de forma similar a Mortal Kombat. El juego fue desarrollado por CyberGamba y su equipo, sin exponer su identidad para evitar problemas de derechos de autor. Según CyberGamba, el juego comenzó sólo por diversión, al principio sólo jugaban El Chavo, Don Ramón y la Chilindrina, pero a sus amigos les gustó tanto que lo influenciaron a continuar con el proyecto y crear una página para publicar en internet. La jugabilidad del juego hace referencia principalmente a varios juegos de lucha con mecánicas que consisten en que el jugador controla al personaje y ataca al oponente con puñetazos, patadas y ataques especiales hasta acabar con la barra de vida del oponente. Independientemente del personaje elegido, el jugador se enfrentará a ocho personajes aleatorios, al final del juego hay una escena que varía entre cada personaje, mostrándolos enfrentándose a su rival generalmente basado en eventos de episodios específicos de la serie. El juego también incluye canciones del LP brasileño lanzado en 1989 como parte de la banda sonora.

### Personajes jugables
El juego cuenta con 15 personajes jugables, cada uno con sus propias habilidades de combate. Cada personaje tiene un conjunto de movimientos inspirados en personajes de Street Fighter, Art of Fighting, Darkstalkers y The King of Fighters, de compañías como Capcom y SNK.
- El Chavo
- Don Ramón
- La Chilindrina
- Quico
- Doña Florinda
- El profesor Jirafales
- El señor Barriga
- Doña Clotilde
- Paty
- Ñoño
- Godínez
- Señor Hurtado
- Jaimito, el cartero
- Doña Nieves
- Glória

## Recepción
El juego es conocido por ser un clásico de culto entre los fanáticos de El Chavo del 8 durante la década del 2000. Street Chaves fue muy publicitado por los fans en el momento de su lanzamiento, por ser un juego gratuito, estuvo disponible para descarga no solo en el sitio web del desarrollador, sino en muchos otros sitios web en Internet. El éxito del juego llevó a CyberGamba a crear más juegos inspirados en la serie, satirizando otros juegos clásicos, se proyectó una secuela en 3D del juego titulada Chaves Arena, pero fue cancelada con solo la versión beta del juego disponible con El Chavo y Don Ramón jugables.
En 2022 se realizó un port no oficial del juego para Sega Genesis por parte de un programador diferente bajo el título Street Chaves II, incluyendo nuevo contenido como El Chapulín Colorado como uno de los nuevos luchadores.